# ときめきざかり
『ときめきざかり』は、フジテレビとアズバーズが製作した青春恋愛ドラマである。主演は喜多嶋舞。
1988年1月14日から3月24日まで、フジテレビ系で木曜夜8時から一時間枠で放映。全11回。

## 出演者
- 喜多嶋舞
- 中山秀征
- 渡辺満里奈
- 真弓倫子
- 宮崎萬純（宮崎ますみ）
- 伊武雅刀
- 江波杏子
- 林寛子
- 秋川リサ
- なぎら健壱
- 池田政典
- 京本政樹
- 萩原聖人

## スタッフ
- 脚本：奥村俊雄
- 音楽：小笠原寛
- 企画：前田和也
- プロデューサー：高橋勝、宅間秋史
- 演出：吉田啓一郎、塚田哲也、植木善晴、平野秀昭
- 広報：吉見健士
- 制作協力：ACT（現・テクノマックス）、NHK美術センター（現・NHKアート）
- 制作：フジテレビ、アズバーズ

## 音楽
- 主題歌：KAYOCO「TOY BOY」 - シニータの同名曲の日本語カバーである。
- 挿入歌：喜多嶋舞「Whisper 〜そっとあなたに〜」
- 挿入歌：真弓倫子「アイ・ハード・ア・ルーマー」

## あらすじ
高校一年生の真衣（喜多嶋舞）は、自動車の設計技師である父・史朗（伊武雅刀）と、4歳上の姉・由加（宮崎萬純）の3人で都心の住宅地に住んでいる。母・涼子（江波杏子）は著名な結婚評論家だが、家族とは5年前から別居中。この両親の別居と付き合ってはすぐ別れてばかりで男運のない姉に憂いた真衣は、まだ現れぬ理想のカレとの失敗しない恋愛を目指す。そして、生来のパソコン好き、データ好き、分析好きの特技を活かして、理想のカップル作りのデータ集めをして、さらに同級生の里子（渡辺満里奈）、裕子（真弓倫子）らの協力でパソコンで相性度を調べる男女交際コンサルタント会社、“ときめきネットワーク”を設立。その設立パーティーで真衣は姉・由加の元恋人の一也（中山秀征）と知り合うが、印象はまるで×。しかし、一也と真衣の相性確率は95%。信じられない真衣に、別れたはずなのに気になる由加。一也の心はふたりの間を揺れ動く。

## 概要
喜多嶋舞の女優デビュー作品にして、初の主演作品。当時、後藤久美子と相列んで美少女ブームの一翼を担っていた、まさに彼女のためのドラマであった。また、彼女が歌う挿入歌「Whisper 〜そっとあなたに〜」は、当ドラマのコンセプトをイメージして作られてもいる。
主人公・真衣の最も重要な小道具にパソコンが登場。当時まだパソコンは現在のように一般家庭に普通に存在しているものではなかった。従って、パソコンともっとも対極にあった女子高生が操るという新鮮さを狙った。また、コンピューター・グラフィックスも登場するが、学生がパソコンで作ったようなものにしたわざと稚拙なものでもあった。

## サブタイトル
1. 100%男女交際!?
2. 彼は姉キの恋人!?
3. 送り狼にご用心!!
4. 胸さわぎの海岸物語!
5. 私をスキーに連れてって
6. 真冬の帰り道
7. 恋もネットワークも爆発寸前!?
8. お姉さんの家出
9. 初めてのデート
10. 雨に消えた初恋
11. 100%ときめき交際!!

## エピソード
- 喜多嶋舞は前々年（1986年）にCMで芸能界デビューしたものの、当時はまだ家族と共にアメリカ・カリフォルニア州在住で、その都度“来日”しながらの仕事をこなしていた。しかし、当作品では連続ドラマの撮影ということで長期滞在で臨んだ。当時、喜多嶋は15歳。日本では中学三年生にあたるが、カリフォルニア州ではハイスクールの二年生であった。そのカリフォルニア州のハイスクールでは休学の制度はなく、この日本滞在中は州公認の家庭教師の下で月曜から金曜まで毎日3時間の個人授業を受けて単位を取得したという。

| フジテレビ系 木曜8時枠の連続ドラマ | フジテレビ系 木曜8時枠の連続ドラマ | フジテレビ系 木曜8時枠の連続ドラマ |
| 前番組                             | 番組名                             | 次番組                             |
| ---------------------------------- | ---------------------------------- | ---------------------------------- |
| おヒマなら来てよネ!                | ときめきざかり                     | 熱っぽいの!                        |